# Nuoto sincronizzato ai campionati mondiali di nuoto 2013 - Duo (programma tecnico)
La fase preliminare si è svolta la mattina del 21 luglio 2013, mentre la finale si è svolta la sera dello stesso giorno.

## Medaglie
| Posizione | Atleta                                  | Paese  |
| --------- | --------------------------------------- | ------ |
| Oro       | Svetlana Kolesničenko Svetlana Romašina | Russia |
| Argento   | Jiang Tingting Jiang Wenwen             | Cina   |
| Bronzo    | Ona Carbonell Margalida Crespí          | Spagna |

## Risultati
in verde sono denotate le finaliste.
| Pos. | Atleta                                             | Nazionalità    | Preliminare | Preliminare | Finale    | Finale |
| Pos. | Atleta                                             | Nazionalità    | Punti       | Pos.        | Punti     | Pos.   |
| ---- | -------------------------------------------------- | -------------- | ----------- | ----------- | --------- | ------ |
|      | Svetlana Kolesničenko Svetlana Romašina            | Russia         | 97.000      | 1           | 97.300    | 1      |
|      | Jiang Tingting Jiang Wenwen                        | Cina           | 94.800      | 2           | 94.900    | 2      |
|      | Ona Carbonell Margalida Crespí                     | Spagna         | 93.900      | 3           | 93.800    | 3      |
| 4    | Lolita Ananasova Anna Vološyna                     | Ucraina        | 91.800      | 4           | 92.400    | 4      |
| 5    | Yumi Adachi Yukiko Inui                            | Giappone       | 90.400      | 5           | 91.700    | 5      |
| 6    | Chloe Isaac Karine Thomas                          | Canada         | 89.700      | 6           | 90.000    | 6      |
| 7    | Evangelia Platanioti Despoina Solomou              | Grecia         | 89.200      | 7           | 88.300    | 7      |
| 8    | Olivia Allison Jenna Randall                       | Regno Unito    | 87.700      | 8           | 87.800    | 8      |
| 9    | Linda Cerruti Costanza Ferro                       | Italia         | 87.300      | 9           | 87.800    | 9      |
| 10   | Kim Jin-Gyong Kim Jong-Hui                         | Corea del Nord | 84.100      | 10          | 84.700    | 10     |
| 11   | Soňa Bernardová Alžběta Dufková                    | Rep. Ceca      | 83.900      | 11          | 84.600    | 11     |
| 12   | Isabel Delgado Plancarte Nuria Diosdado García     | Messico        | 83.300      | 12          | 83.800    | 12     |
| 13   | Lorena Molinos Giovana Stephan                     | Brasile        | 83.300      | 13          | 82.500    | 13     |
| 14   | Pamela Fischer Anja Nyffeller                      | Svizzera       | 82.000      | 14          | 82.200    | 14     |
| 15   | Etel Sánchez Sofia Sánchez                         | Argentina      | 79.300      | 15          | 79.800    | 15     |
| 16   | Alexandra Nemich Yekaterina Nemich                 | Kazakistan     | 78.000      | 16          | 78.300    | 16     |
| 16.5 | H09.5                                              |                |             |             | 00:55.635 | O      |
| 17   | Estefania Alvarez Piedrahita Monica Arango Estrada | Colombia       | 77.700      | 17          |           |        |
| 18   | Wiebke Jeske Edith Zeppenfeld                      | Germania       | 77.600      | 18          |           |        |
| 19   | Iryna Limanouskaya Iya Zhyshkevich                 | Bielorussia    | 77.300      | 19          |           |        |
| 20   | Kristina Krajčovičová Jana Labáthová               | Slovacchia     | 77.100      | 20          |           |        |
| 21   | Anastasiya Ruzmetova Anastasiya Zdraykovskaya      | Uzbekistan     | 72.100      | 21          |           |        |
| 22   | Olia Burtaev Bianca Hammett                        | Australia      | 71.700      | 22          |           |        |
| 23   | Caitlin Anderson Kirstin Anderson                  | Nuova Zelanda  | 71.200      | 23          |           |        |
| 24   | Gu Se-Ul Kim Ka-Young                              | Corea del Sud  | 70.800      | 24          |           |        |
| 25   | Ana Cekić Jovana Petrović                          | Serbia         | 70.000      | 25          |           |        |
| 26   | Chen Mei Qi Stephanie Yap Yu Hui Crystal           | Singapore      | 69.800      | 26          |           |        |
| 27   | Anouk Stephanie Eman Kyra Hoevertsz                | Aruba          | 69.600      | 27          |           |        |
| 28   | Maria Kirkova Katlina Yordanova                    | Bulgaria       | 68.500      | 28          |           |        |
| 29   | Albany Avila Karla Loaiza                          | Venezuela      | 67.200      | 29          |           |        |
| 30   | Bianca Benavides Violeta Mitnian                   | Costa Rica     | 66.300      | 30          |           |        |
| 31   | Cho Man Yee Nora Lau Michelle Hoi Ting             | Hong Kong      | 61.800      | 31          |           |        |
| 32   | Carmen Alfonso Rodriguez Odailys Suarez Castillo   | Cuba           | 31.100      | 32          |           |        |
| 33   | Aphichaya Saengrusamee Arpapat Saengrusamee        | Thailandia     | 55.400      | 33          |           |        |